# Рейес Монтеон, Сальвадор
Сальвадо́р Ре́йес Монтео́н (исп. Salvador Reyes Monteón ; 20 сентября 1936, Гвадалахара — 29 декабря 2012) — мексиканский футболист, нападающий, игрок национальной сборной. Участник ЧМ-1958, 1962, 1966.

## Биография
Рейес родился 20 сентября 1936 года в городе Гвадалахара. Он сын Луиса Рейеса, бывшего игрока «Гвадалахары». С 7 лет подавал мячи в официальных матчах клуба.
Свою футбольную карьеру он начал в любительской команде SUTAJ, но в 16 лет переходит в «Гвадалахару», дебютировав против «Леона» из Кампо-Оро. Он 15 лет играет за клуб, выиграв 7 чемпионатов Мексики, включая первый профессиональный, когда гол Рейеса в ворота «Ирапуато» принёс победу «Гвадалахаре» в матче и в чемпионате.
Рейес сформировал прекрасную пару с Эктором Фернандесом, выиграв 4 чемпионата подряд, рекорд, не побитый до сих пор.
В 1967 году Рейес уезжает в США, затем возвращается в Мексику, играя за «Сантос Лагуну», «Сан Луис» и «УАНЛ Тигрес».
В сборной Рейес дебютировал 4 марта 1956 года в игре с Перу (Мексика проиграла 0:2). 7 апреля 1956 года он забил первый гол в матче с США (6:0). Всего он сыграл за сборную 48 матчей (44 полностью) и забил 14 мячей, участник 3-х чемпионатов мира. После игры на мировом форуме 1966 Рейес решил завершить международную карьеру.
После завершения карьеры Рейес работал в клубе «Чивас США», исполняя обязанности консультанта и скаута клуба. Сын Сальвадора Рейеса, Луис Рейес, тоже стал профессиональным футболистом. Таким образом, Луис — стал представителем третьего поколения футбольной семьи Рейесов, игравших за «Гвадалахару».
Монтеон Рейес умер 29 декабря 2012 года от рака.

## Достижения

### Командные
- Обладатель Кубка Чемпионов КОНКАКАФ: 1962
- Чемпион Мексики: 1957,1959, 1960, 1961, 1962, 1964, 1965
- Обладатель Кубка Мексики: 1963
- Обладатель Суперкубка Мексики: 1957, 1959, 1960, 1961, 1964, 1965

### Личные
- Лучший бомбардир чемпионата Мексики: 1961 (21 гол в 25 играх)